# 小米Note 3
小米Note 3是小米科技於2017年9月11日發表的Android智能手機，搭載基於Android 7.1的MIUI系統、5.5吋螢幕、高通驍龍660處理器、6GB記憶體、64GB / 128GB儲存空間。中國大陸於9月12日開賣。
小米Note 3獲得了相機評測機構DxOMark綜合得分90分的評價，與HTC U11和Google Pixel並列。DxOMark給出了「中階的價格，高階的性能」的評論。在相機拍照部分，獲得94分，超越了iPhone 8的93分；在攝影部分，則僅獲得82分。
由于外观与小米6十分相似，该手机也被称为“大屏版小米 6”。

## 價格[7]
6GB RAM+64GB ROM亮黑版售價：2499元人民幣
6GB RAM+64GB ROM亮藍版售價：2599元人民幣
6GB RAM+128GB ROM亮黑版售價：2899元人民幣
6GB RAM+128GB ROM亮藍版售價：2999元人民幣